# Ceratobranchia delotaenia
 Ceratobranchia delotaenia, és una espècie de peix de la família dels caràcids i de l'ordre dels caraciformes.

## Morfologia
- Els mascles poden assolir 3,8 cm de llargària total.[4]

## Hàbitat
Viu sobretot en zones de clima tropical.

## Distribució geogràfica
Es troba a Sud-amèrica: conca del riu Amazones.